# Rodolfo Quadrelli
Rodolfo Quadrelli (Milano, 3 marzo 1939 – Milano, 1º aprile 1984) è stato un critico letterario, poeta, saggista e traduttore italiano.

## Biografia
Trascorse la sua vita a Milano dove frequentò il Liceo-Ginnasio Alessandro Manzoni per poi laurearsi in Lettere moderne presso l’Università Statale con una tesi sull'Antonio e Cleopatra di Shakespeare, relatore Agostino Lombardo. Vinto il concorso a cattedra per l'insegnamento di italiano e latino nei licei, fu assegnato dapprima a San Severo in Puglia, poi a Ferrara e quindi a Pavia: dal 1967 insegnò a Milano (da ultimo al Liceo Ginnasio Statale Giovanni Berchet), dove rimase fino alla morte.
Il suo rifiuto verso le convenzioni e i compromessi dell'industria culturale, la sua indipendenza di giudizio, il suo richiamo alla Tradizione, contrapposta alla Storia, la critica nei confronti dei falsi miti della modernità lo resero figura scomoda e singolare nella compagine culturale degli anni Settanta. Collaborò anche a riviste cattoliche e, dal 1980, al Tempo, quotidiano di Roma. Fu apprezzato e stimato dall'allora Cardinale di Milano Giovanni Colombo e L'Osservatore Romano pubblicò un articolo elogiativo firmato da Mario Marcolla.
La collaborazione a partire dal 1970 con la casa editrice Rusconi, ritenuta una casa editrice di tendenze conservatrici o addirittura reazionarie, valse a Quadrelli l'opposizioni di parte dell'establishment culturale: per esempio un articolo di Umberto Eco che nel 1972 dalle pagine de L'Espresso classificò Quadrelli tra gli "ultras della sottocultura".
Fu legato da rapporti di amicizia, stima e collaborazione con numerosi poeti e intellettuali del suo tempo, tra cui Rosario Assunto, Riccardo Bacchelli, Cristina Campo, Alfredo Cattabiani, Antonio Cederna, Guido Ceronetti, Augusto del Noce, Ennio Flaiano, Giansiro Ferrata, Giovanni Giudici, Claudio Magris, Geno Pampaloni, Giuseppe Pontiggia, Giuseppe Prezzolini, Quirino Principe, Sergio Quinzio, Giovanni Raboni, Vanni Scheiwiller, Sergio Solmi, Giancarlo Vigorelli, Elemire Zolla.
Nella sua produzione saggistica, sempre innervata da un forte impegno civile, R.Q. elaborò una critica della società moderna secolarizzata e orfana del senso del sacro e tratteggiò una diagnosi di molti guasti che affliggono la società attuale, dal degrado della scuola, all'inquinamento delle città, dalla tecnocrazia al consumismo imperante. La condanna della devastazione del paesaggio, conseguente al tumultuoso sviluppo degli anni Sessanta, e l'amore per la cultura contadina, contrapposta a una borghesia inurbata, avvicinano la riflessione di Rodolfo Quadrelli alle analisi coeve di Pier Paolo Pasolini, a cui Quadrelli dedicò sul Corriere della Sera del 3 novembre 1975 un accorato necrologio: "Rodolfo Quadrelli piange la scomparsa di PPP come se fosse un fratello, pur non avendolo mai conosciuto. Uomo libero e grande poeta, lottò, da solo, per l'antica sacralità e per l'antica dignità dell'uomo".  
Sostenitore di una visione immanentista del cattolicesimo, per Quadrelli essere cattolico significò prima di tutto adattamento dell'uomo a una realtà che egli cerca di assimilare il più possibile; a una natura che vuol dominare anziché essere dominata; a uno stato di esistenza in cui crea a sua immagine tutto ciò che lo circonda; sul presupposto dottrinale che tutto quel che proviene da Dio è fondamentalmente bene e non può opprimerlo.
Il malanno per Quadrelli fu il razionalismo; quella "mezzacultura filistea" (Il paese umiliato, 1973) propria dei radicali, la quale porta a considerare come "arretrato", "incivile", chi rifiuta la fede nella logica scientista e illuminista.
Poeta, saggista e traduttore (Eliot, Pound), "voce più alta dell’Italia silenziosa", secondo la formula utilizzata da Marcello Veneziani sul Giornale, disinnescò l'ideologia marxista, rilevandone il punto di contatto con l'ideologia capitalista e liberale.
La produzione lirica di Quadrelli, raccolta in quattro volumi (di cui uno postumo), ricevette giudizi lusinghieri da parte, tra gli altri, di Raffaele Crovi, Giovanni Raboni e Maurizio Cucchi che ne elogiarono l'inquieto e sofferto tono personale, l'ardore e il rigore morale, la varietà metrica e vi riconobbero il richiamo a maestri quali Manzoni e Rebora.
Dal 1974 fino alla morte Quadrelli fu consigliere del Centro Nazionale di Studi Manzoniani.

## Opere
1. Il linguaggio della poesia [saggi], Firenze, Vallecchi 1969
2. I potenti della letteratura [volume collettivo, saggi] con Sergio Quinzio, Armando Plebe e Quirino Principe, Milano, Rusconi 1970 (tradotto in spagnolo con il titolo "Los poderosos de la literatura", Universidad de Sevilla 1978)
3. Filosofia delle parole e delle cose [saggi], Milano, Rusconi 1971
4. Apologhi e filastrocche [poesie], Firenze, Vallecchi 1972
5. Il paese umiliato [saggi], Milano, Rusconi 1973
6. Il rombo del motore [volume collettivo] con Rosario Assunto, Renato Bazzoni, Guido Ceronetti, Marco G. Pellifroni, Alfredo Todisco. Milano, Rusconi 1974
7. Il senso del presente [saggi], Milano, Rusconi 1976
8. Commedia [poesie], Milano, Vanni Scheiwiller 1977
9. Ironia [poesie], Milano, Rusconi 1980

## Traduzioni
1. P.B. Shelley, Poesie, Milano, Dall'Oglio 1963 (con prefazione)
2. Ezra Pound, ABC del leggere, Milano, Garzanti 1974 (ristampa 2012)
3. Ezra Pound, H.S. Mauberley, in Commedia (vedi sopra), 1976
4. T.S. Eliot, Alberi di Natale, in La fine del tempo, 1986

## Curatele
(A cura e con prefazione di R.Q.)
1. T.E. Hulme, Meditazioni, Firenze, Vallecchi 1969.
2. Giacomo Noventa, Storia di un’eresia, Milano, Rusconi 1971.
3. V.A. Demant, La morale sessuale cristiana, Milano, Rusconi 1972.
4. Alessandro Manzoni, Scritti filosofici, Milano, Rizzoli 1976.
5. Arrigo Boito, Poesie e racconti, Milano, Mondadori (“Oscar”) 1981.

## Pubblicazioni postume
1. La fine del tempo (poesie), a cura di Romana Quadrelli, prefazione di Quirino Principe, Milano, Scheiwiller 1986. In exergo la bibliografia completa
2. La tradizione tradita: morale e politica nell'Italia del dopoguerra, invito alla lettura di Guido Ramacciotti, Milano, Leonardo 1995
3. Lo studio della letteratura europea: un percorso da Dante a Solzenicyn, a cura di Andrea Sciffo, Rimini, Il cerchio, 2001
4. Estratti da Il linguaggio della poesia nella rivista Kamen n.18, 2001
5. Silloge di poesie a cura di Amedeo Anelli nella rivista Kamen, n.23, 2004
6. Selezione di poesie curate da Marco Albertazzi in Gli invisibili, Lavis, La Finestra editrice 2008
7. Selezione di poesie curate da Daniela Marcheschi in Mille anni di poesia religiosa italiana, Bologna, Dehoniane 2017
8. Selezione di poesie curate da Silvio Raffo in Muse del disincanto. Poesia italiana del Novecento. Un’antologia critica, Roma, Castelvecchi 2019
9. Tutte le poesie (1960-1984), a cura di Fiorenza Lipparini, con uno scritto di Quirino Principe, Pavia, Effigie 2020